# Edward Lindberg
Edward Ferdinand Jacob "Ed" Lindberg, född 9 november 1886 i Cherokee i Iowa, död februari 1978 i Highland Park i Illinois, var en amerikansk friidrottare.
Lindberg blev olympisk mästare på 4 x 400 meter vid sommarspelen 1912 i Stockholm.